# Pływanie na Igrzyskach Panamerykańskich 2023
Pływanie na Igrzyskach Panamerykańskich 2023 odbywało się w dniach 21–29 października 2023 roku w Centro Acuático Estadio Nacional w sportowym kompleksie Estadio Nacional Julio Martínez Prádanos w Santiago oraz sztucznym zbiorniku Laguna Los Morros. Trzystu siedemdziesięciu czworo zawodników obojga płci rywalizowało łącznie w trzydziestu ośmiu konkurencjach indywidualnych i zespołowych.

## Podsumowanie

### Klasyfikacja medalowa
| Klasyfikacja medalowa | Klasyfikacja medalowa | Klasyfikacja medalowa | Klasyfikacja medalowa | Klasyfikacja medalowa | Klasyfikacja medalowa |
| Miejsce               | Państwo               | Złoto                 | Srebro                | Brąz                  | Razem                 |
| --------------------- | --------------------- | --------------------- | --------------------- | --------------------- | --------------------- |
| 1                     | Stany Zjednoczone     | 21                    | 17                    | 10                    | 48                    |
| 2                     | Kanada                | 11                    | 6                     | 8                     | 25                    |
| 3                     | Brazylia              | 7                     | 8                     | 12                    | 27                    |
| 4                     | Meksyk                | 0                     | 2                     | 4                     | 6                     |
| 5                     | Argentyna             | 0                     | 2                     | 1                     | 3                     |
| =                     | Wenezuela             | 0                     | 2                     | 1                     | 3                     |
| 7                     | Chile                 | 0                     | 1                     | 0                     | 1                     |
| 8                     | Bahamy                | 0                     | 0                     | 1                     | 1                     |
| Razem                 | Razem                 | 39                    | 38                    | 37                    | 114                   |

### Medaliści
| Konkurencja               | 1. miejsce | 1. miejsce | 2. miejsce | 2. miejsce    | 3. miejsce | 3. miejsce    |
| Mężczyźni                 | Mężczyźni | Mężczyźni  | Mężczyźni | Mężczyźni     | Mężczyźni | Mężczyźni     |
| ------------------------- | --- | ---------- | --- | ------------- | --- | ------------- |
| 50 m stylem dowolnym      | David Curtiss | 21,85      | Jonny Kulow | 21,90         | Lamar Taylor | 22,13         |
| 100 m stylem dowolnym     | Guilherme Caribé | 48,06      | Brooks Curry Jonny Kulow | 48,38         | nie przyznano | nie przyznano |
| 200 m stylem dowolnym     | Coby Carrozza | 1:47,37    | Jorge Iga | 1:47,56       | Murilo Sartori | 1:47,95       |
| 400 m stylem dowolnym     | Guilherme Costa | 3:46,79    | Alfonso Mestre | 3:47,62       | James Plage | 3:50,74       |
| 800 m stylem dowolnym     | Guilherme Costa | 7:53,01    | Alfonso Mestre | 7:54,46       | Will Gallant | 7:58,96       |
| 1500 m stylem dowolnym    | Guilherme Costa | 15:09,29   | Will Gallant | 15:12,94      | Alfonso Mestre | 15:19,60      |
| 100 m stylem grzbietowym  | Adam Chaney | 54,20      | Ulises Saravia | 54,23         | Blake Tierney | 54,25         |
| 200 m stylem grzbietowym  | Jack Aikins | 1:56,58    | Ian Grum | 1:57,19       | Hugh McNeill | 1:59,96       |
| 100 m stylem klasycznym   | Jacob Foster | 59,99      | Noah Nichols | 1:00,43       | Miguel de Lara | 1:00,90       |
| 200 m stylem klasycznym   | Jacob Foster | 2:10,71    | Brayden Taivassalo | 2:10,89       | Andrés Bustamante | 2:11,99       |
| 100 m stylem motylkowym   | Lukas Miller | 51,98      | Vinicius Lanza | 52,52         | Arsenio Bustos | 52,60         |
| 200 m stylem motylkowym   | Mason Laur | 1:56,44    | Leonardo de Deus | 1:57,25       | Jack Dahlgren | 1:57,53       |
| 200 m stylem zmiennym     | Finlay Knox | 1:57,84    | Arsenio Bustos | 1:59,89       | Leonardo Coelho | 2:00,58       |
| 400 m stylem zmiennym     | Jay Litherland | 4:15,44    | Collyn Gagne | 4:17,05       | Brandonn Almeida | 4:18,74       |
| 4 × 100 m stylem dowolnym | Brazylia · Guilherme Caribé (48,41) · Marcelo Chierighini (48,00) · Victor Alcará (48,34) · Felipe Ribeiro de Souza (48,76) · Breno Correia                                                                    | 3:13,51    | Stany Zjednoczone · Jonny Kulow (48,45) · Adam Chaney (48,17) · Jack Aikins (48,45) · Brooks Curry (49,00) · Coby Carrozza · Lukas Miller                                                                               | 3:14,22       | Kanada · Javier Acevedo (48,75) · Édouard Fullum-Huot (49,31) · Stephen Calkins (49,29) · Finlay Knox (48,48) · Jeremy Bagshaw · Blake Tierney                                               | 3:15,83       |
| 4 × 200 m stylem dowolnym | Brazylia · Murilo Sartori (1:47,52) · Breno Correia (1:47,60) · Fernando Scheffer (1:45,90) · Guilherme Costa (1:46,51) · Luiz Altamir Melo · Leonardo Coelho · Felipe Ribeiro de Souza                        | 7:07,53    | Stany Zjednoczone · Zane Grothe (1:47,98) · Coby Carrozza (1:47,63) · Brooks Curry (1:46,78) · Jack Dahlgren (1:45,67) · James Plage · Mason Laur · Lukas Miller · Christopher O'Connor                                 | 7:08,06       | Kanada · Jeremy Bagshaw (1:49,89) · Finlay Knox (1:47,72) · Alex Axon (1:48,90) · Javier Acevedo (1:48,25) · Yu Tong Wu · Blake Tierney · Raben Dommann                                      | 7:14,76       |
| 4 × 100 m stylem zmiennym | Stany Zjednoczone · Jack Aikins (54,00) · Jacob Foster (1:00,61) · Lukas Miller (51,36) · Jonny Kulow (47,32) · Christopher O'Connor · Noah Nichols · Jack Dahlgren · Coby Carrozza                            | 3:33,29    | Brazylia · Guilherme Basseto (54,70) · João Gomes Júnior (1:00,45) · Vinicius Lanza (53,03) · Guilherme Caribé (46,94) · Gabriel Fantoni · Raphael Windmuller · Victor Baganha · Victor Alcará                          | 3:35,12       | Kanada · Blake Tierney (54,57) · Gabe Mastromatteo (1:00,20) · Finlay Knox (52,96) · Javier Acevedo (47,99) · Raben Dommann · Brayden Taivassalo · Keir Ogilvie · Édouard Fullum-Huot        | 3:35,72       |
| 10 km na otwartym akwenie | Brennan Gravley | 1:50:23,4  | Franco Cassini | 1:50:23,6     | Paulo Strehlke | 1:50:23,8     |
| Kobiety                   | |            | |               | |               |
| 50 m stylem dowolnym      | Maggie Mac Neil Gabriela Albiero | 24,84      | nie przyznano | nie przyznano | Catie DeLoof | 24,88         |
| 100 m stylem dowolnym     | Maggie Mac Neil | 53,64      | Stephanie Balduccini | 54,13         | Catie DeLoof | 54,50         |
| 200 m stylem dowolnym     | Mary-Sophie Harvey | 1:58,08    | Maria Fernanda Costa | 1:58,12       | Camille Spink | 1:58,61       |
| 400 m stylem dowolnym     | Paige Madden | 4:06,45    | Maria Fernanda Costa | 4:06,68       | Gabrielle Roncatto | 4:06,88       |
| 800 m stylem dowolnym     | Paige Madden | 8:27,99    | Rachel Stege | 8:28,50       | Viviane Jungblut | 8:33,55       |
| 1500 m stylem dowolnym    | Rachel Stege | 16:13,59   | Kristel Köbrich | 16:14,59      | Viviane Jungblut | 16:19,89      |
| 100 m stylem grzbietowym  | Josephine Fuller | 59,67      | Kennedy Noble | 59,84         | Danielle Hanus | 1:01,49       |
| 200 m stylem grzbietowym  | Kennedy Noble | 2:08,03    | Reilly Tiltmann | 2:12,79       | Alexia Assunção | 2:13,31       |
| 100 m stylem klasycznym   | Rachel Nicol | 1:07,28    | Sophie Angus | 1:07,55       | Macarena Ceballos | 1:07,68       |
| 200 m stylem klasycznym   | Sydney Pickrem | 2:23,39    | Kelsey Wog | 2:23,49       | Gabrielle Assis | 2:25,52       |
| 100 m stylem motylkowym   | Maggie Mac Neil | 56,94      | Kelly Pash | 57,85         | Olivia Bray | 58,36         |
| 200 m stylem motylkowym   | Dakota Luther | 2:09,97    | María José Mata | 2:10,25       | Kelly Pash | 2:10,30       |
| 200 m stylem zmiennym     | Sydney Pickrem | 2:09,04    | Mary-Sophie Harvey | 2:11,92       | Kennedy Noble | 2:14,19       |
| 400 m stylem zmiennym     | Julie Brousseau | 4:43,76    | Lucerne Bell | 4:44,27       | Gabrielle Roncatto | 4:44,92       |
| 4 × 100 m stylem dowolnym | Kanada · Mary-Sophie Harvey (54,69) · Brooklyn Douthwright (54,99) · Maggie Mac Neil (53,14) · Katerine Savard (54,93) · Julie Brousseau · Emma O'Croinin                                                      | 3:37,75    | Stany Zjednoczone · Gabriela Albiero (55,02) · Catie DeLoof (54,19) · Kayla Wilson (54,85) · Amy Fulmer (54,36) · Camille Spink · Olivia Bray · Reilly Tiltmann                                                         | 3:38,42       | Brazylia · Ana Carolina Vieira (54,67) · Stephanie Balduccini (54,08) · Giovanna Diamante (55,39) · Celine Bispo (55,80) · Lorrane Ferreira                                                  | 3:39,94       |
| 4 × 200 m stylem dowolnym | Stany Zjednoczone · Camille Spink (1:59,38) · Kayla Wilson (1:58,76) · Kelly Pash (1:58,62) · Paige Madden (1:58,50) · Amy Fulmer · Rachel Stege · Olivia Bray                                                 | 7:55,26    | Brazylia · Maria Fernanda Costa (1:58,39) · Nathalia Almeida (1:59,65) · Stephanie Balduccini (1:58,40) · Gabrielle Roncatto (1:59,41) · Maria Paula Heitmann · Giovanna Diamante · Celine Bispo · Maria Luíza Pessanha | 7:55,85       | Kanada · Mary-Sophie Harvey (1:59,40) · Julie Brousseau (1:58,54) · Brooklyn Doutwright (1:59,16) · Katerine Savard (1:59,88) · Emma O'Croinin · Sydney Pickrem                              | 7:56,98       |
| 4 × 100 m stylem zmiennym | Kanada · Danielle Hanus (1:00,97) · Rachel Nicol (1:07,14) · Maggie Mac Neil (56,83) · Mary-Sophie Harvey (53,82) · Madelyn Gatrall · Sophie Angus · Katerine Savard · Brooklyn Doutwright                     | 3:58,76    | Stany Zjednoczone · Josephine Fuller (1:00,47) · Emma Weber (1:07,39) · Kelly Pash (57,62) · Catie DeLoof (53,91) · Reilly Tiltmann · Anna Keating · Olivia Bray · Gabriela Albiero                                     | 3:59,39       | Meksyk · Miranda Grana (1:01,86) · Melissa Rodríguez (67,44) · María José Mata (59,40) · Sofia Revilak (56,03) · Andrea Sansores · María Fernanda Jiménez · Miriam Guevara · Athena Meneses  | 4:04,73       |
| 10 km na otwartym akwenie | Ashley Twichell | 1:56:16,4  | Ana Marcela Cunha | 1:57:29,4     | Viviane Jungblut | 1:57:51,1     |
| Mieszane                  | |            | |               | |               |
| 4 × 100 m stylem dowolnym | Brazylia · Guilherme Caribé (48,26) · Marcelo Chierighini (47,59) · Ana Carolina Vieira (54,50) · Stephanie Balduccini (53,43) · Felipe Ribeiro de Souza · Victor Alcará · Lorrane Ferreira · Nathalia Almeida | 3:23,78    | Stany Zjednoczone · Brooks Curry (48,43) · Jonny Kulow (47,44) · Catie DeLoof (54,01) · Amy Fulmer (54,33) · Jack Dahlgren · Gabi Albiero · Paige Madden                                                                | 3:24,21       | Kanada · Finlay Knox (49,80) · Javier Acevedo (48,02) · Maggie Mac Neil (53,47) · Mary-Sophie Harvey (53,94) · Stephen Calkins · Édouard Fullum-Huot · Brooklyn Doutwright · Katerine Savard | 3:25,23       |
| 4 × 100 m stylem zmiennym | Stany Zjednoczone · Kennedy Noble (59,72) · Jacob Foster (60,09) · Kelly Pash (57,51) · Jonny Kulow (47,39) · Jack Aikins · Arsenio Bustos · Olivia Bray · Kayla Wilson                                        | 3:44,71    | Kanada · Javier Acevedo (54,45) · Gabe Mastromatteo (60,78) · Maggie Mac Neil (56,67) · Mary-Sophie Harvey (54,30) · Blake Tierney · James Dergousoff · Katerine Savard · Brooklyn Doutwright                           | 3:46,20       | Brazylia · Guilherme Basseto (55,67) · João Gomes Júnior (60,47) · Clarissa Rodrigues · Stephanie Balduccini · Gabriel Fantoni · Jhennifer Conceição · Victor Baganha · Giovanna Diamante    | 3:49,24       |